# Nikolina Džebo
Nikolina Džebo, coniugata Elez (Vlasenica, 11 agosto 1995), è una cestista bosniaca.

## Carriera
Con la Bosnia ed Erzegovina ha disputato i Campionati europei del 2021.